# Związek Zawodowy Anestezjologów
Związek Zawodowy Anestezjologów, ZZA – polska, ogólnokrajowa organizacja związkowa lekarzy legitymujących się tytułem lekarza anestezjologa lub specjalisty anestezjologii i intensywnej terapii, bądź będących w trakcie specjalizacji z anestezjologii i intensywnej terapii, pracujących na terenie Rzeczypospolitej Polskiej, niezależnie od formy zatrudnienia.

## Założenie, przewodniczący, cele
Związek Zawodowy Anestezjologów rozpoczął działalność w roku 1996. Liczbę czynnych zawodowo anestezjologów określano wówczas na 2.700 lekarzy. Jednym z inicjatorów powołania ZZA i liderem protestów anestezjologów był Przemysław Jakubowski – rzecznik prasowy Ogólnopolskiego Związku Zawodowego Lekarzy (OZZL) a następnie rzecznik prasowy ZZA (1996-1999). Przewodniczącym Zarządu Głównego ZZA został Dariusz Jędrasiak (1996-1997). Po nim funkcję tę pełnił Mariusz Piechota (1997-2000), następnie Dariusz Kuśmierski (2000-2013), a później Jerzy Wyszumirski (2013-nadal).
Celami Związku są: reprezentacja i obrona godności swoich członków, ich interesów zawodowych, materialnych i socjalnych oraz obrona praw pracowniczych w zakresie wykonywanej pracy zawodowej, statusu materialnego, bezpieczeństwa i higieny pracy.
W roku założenia, 4 grudnia 1996 Zarząd Główny ZZA i Zarząd Krajowy OZZL wspólnie podjęły uchwałę o utworzeniu konfederacji obu organizacji, na równych prawach z poszanowaniem własnej tożsamości, statutów i postulatów. Jedocześnie podjęto decyzję o wspólnym rozpoczęciu strajku lekarzy od 10 grudnia 1996.

## Akcje protestacyjne i strajkowe
ZZA inspirował akcje protestacyjne i strajki anestezjologów, początkowo wspólnie z OZZL. Jedna z pierwszych akcji polegała na powstrzymaniu się anestezjologów od planowych znieczuleń 28 lutego 1997. Trzy miesiące później, 22 maja 1997 została przeprowadzona ogólnopolska akcja protestacyjna Związku na dużą skalę. Był to dwugodzinny strajk ostrzegawczy. Po nim nastąpiły różnorodne akcje wraz z masowym rezygnacjami anestezjologów z pracy w wielu regionach kraju. Najostrzejszą formą tych działań były protesty głodowe. Anestezjolodzy domagali się zmian systemowych prowadzących do poprawy warunków pracy i wynagrodzenia. Wraz z OZZL i innymi medycznymi organizacjami związkowymi i samorządowymi, 7 kwietnia 1998 ZZA utworzył Komitet Obrony Reformy Ochrony Zdrowia (KOROZ).
W listopadzie 1998 rozpoczęła się największa ogólnopolska akcja protestacyjna przeprowadzona przez ZZA. W jej wyniku do końca roku wypowiedziało umowy o pracę co najmniej 1.500 anestezjologów. Nadzwyczajny Walny Zjazd Delegatów ZZA w Poznaniu 12 grudnia 1998 zobowiązał członków Związku do rozwiązywania stosunku pracy i oparcia świadczenia usług medycznych o umowy cywilnoprawne (kontrakty). Związek dążył do tego, aby anestezjolodzy zawierali te umowy z kasami chorych, a nie z placówkami opieki zdrowotnej. Tego celu nie udało się zrealizować. W lutym 1999 anestezjolodzy zaczęli powracać, zatrudniani ponownie na umowy o pracę, wielu na warunkach gorszych niż przed przystąpieniem do protestu.
W międzyczasie w Łodzi, Poznaniu i Szczecinie powstały niepubliczne Specjalistyczne Anestezjologiczne Zakłady Opieki Zdrowotnej, które nawiązywały umowy cywilnoprawne z indywidualnymi specjalistycznymi anestezjologicznymi praktykami lekarskimi, i w ich imieniu oferowały świadczenia medyczne poszczególnym zakładom opieki zdrowotnej. Z czasem jednak bardziej rozpowszechniła się forma zawierania umów kontraktowych bezpośrednio pomiędzy indywidualną specjalistyczną praktyką lekarską a zakładem opieki zdrowotnej na zasadzie konkursu ofert. Taka forma objęła również inne specjalności lekarskie.

## Kontynuacja działalności statutowej
W latach następnych warunki pracy i płacy lekarzy niewiele uległy poprawie, wobec czego ZZA wraz z OZZL wielokrotnie apelowały do rządu o zwiększenie liczby kształconych kadr medycznych dla uzupełnienia drastycznych niedoborów kadrowych, oraz o stworzenie pracownikom ochrony zdrowia motywacji do pozostania w kraju.
Członkowie ZZA wzięli udział w zorganizowanej przez Porozumienie Zawodów Medycznych (PZM) 24 września 2016 w Warszawie kilkudziesięciotysięcznej manifestacji, której uczestnicy domagali się od decydentów wdrożenia programu Zdrowie+, wzrostu nakładów ze środków publicznych na ochronę zdrowia i poprawy najgorszych w Europie wskaźników liczby lekarzy i pielęgniarek na tysiąc mieszkańców. Władze nie podjęły żadnych skutecznych środków zaradczych. Już niebawem w 2020, pandemia COVID-19 w dramatyczny sposób potwierdziła zasadność żądań organizacji medycznych i ujawniła, jak głęboki istnieje deficyt personalny w placówkach opieki zdrowotnej w Polsce.
19 marca 2015 ZZA powołał Fundację Dignitas et Spes, która nabyła osobowość prawną13 kwietnia 2015. Fundacja zajmuje się działalnością w zakresie wspierania różnorodnych form opieki społecznej i pomocy materialnej i finansowej w celu poprawy warunków życia lekarzy anestezjologów emerytów, rencistów i innych nie wykonujących zawodu, oraz owdowiałych małżonków lekarzy anestezjologów, znajdujących się w trudnej sytuacji materialnej.